# Ram pressure

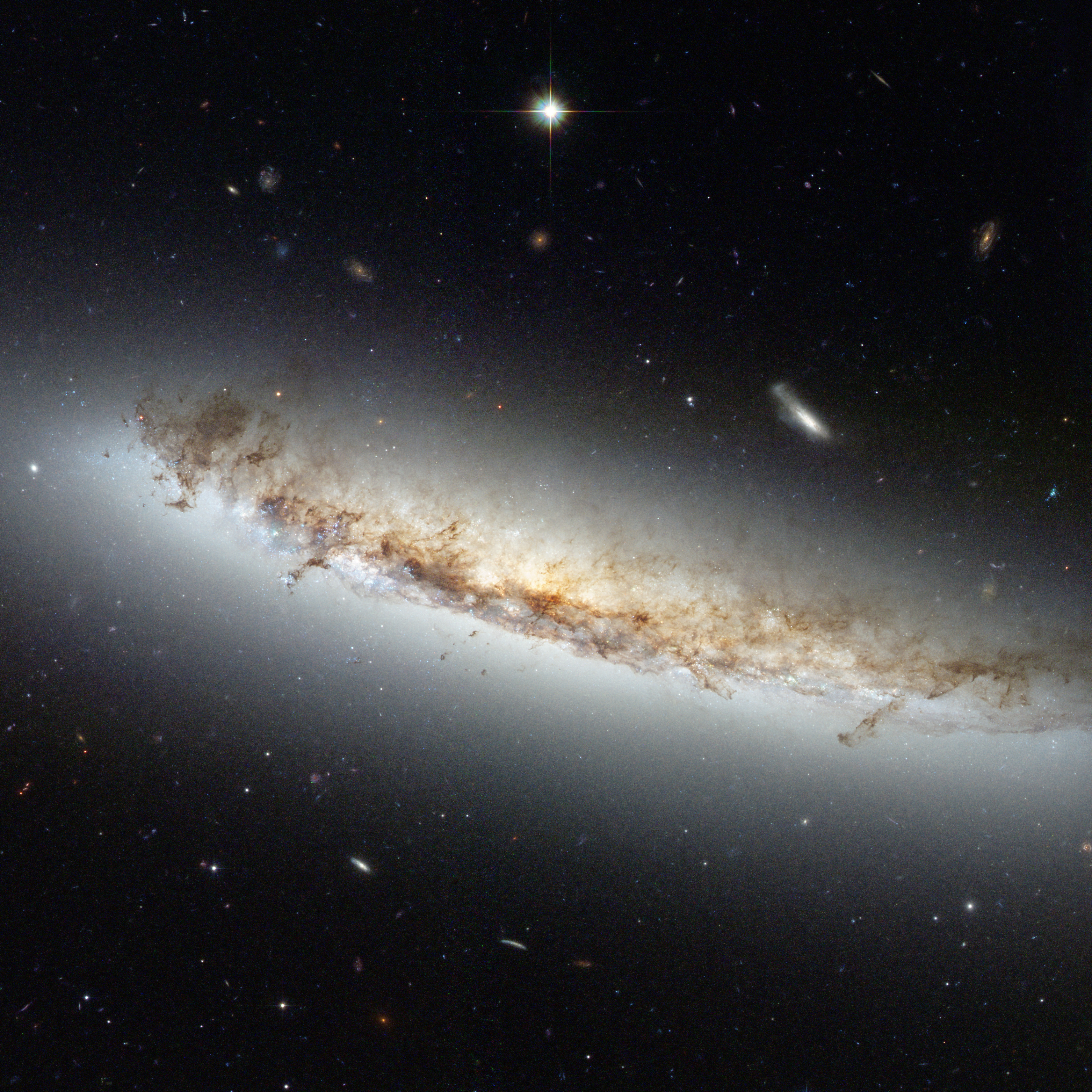
Ram pressure op NGC 4402 terwijl dit stelsel zich beweegt in de richting van het Virgo cluster (linksonder, maar niet in beeld). Let met name op het kosmische stof dat zich achter het stelsel bevindt

In de natuurkunde is ram pressure de druk die wordt uitgeoefend op een voorwerp dat zich door een medium voortbeweegt. Deze druk veroorzaakt een grote negatieve versnelling (vertraging) die op het voorwerp werkt.
De ram pressure is de totale druk van het medium op het voorwerp, dus inclusief bijvoorbeeld de statische atmosferische druk. In formulevorm, als de statische component verwaarloosbaar is:
{\displaystyle P=\rho v^{2}}
waarin:
- {\displaystyle P} de ram pressure
- {\displaystyle \rho } de dichtheid van het medium
- {\displaystyle v} de snelheid van het voorwerp ten opzichte van het medium. Andersom kan ook het voorwerp stationair zijn en v de snelheid van het medium zijn ten opzichte van het voorwerp, bijvoorbeeld de druk die de zonnewind op de aarde veroorzaakt.

## Voorbeelden
Een meteoor die zich door de aardatmosfeer voortplant veroorzaakt een schokgolf die wordt opgewekt door de extreem sterke compressie van de lucht die zich voor de meteoor bevindt. De sterke opwarming van een meteoor wordt vooral veroorzaakt door deze druk, en niet door de directe wrijving.
Sterrenstelsels, met name die zich in clusters bevinden, kunnen ook de ram pressure ondergaan als zij zich door het intergalactisch medium bewegen. De ontstane druk kan ervoor zorgen dat het melkwegstelsel vrijwel al zijn interstellaire gas kwijtraakt.

## Toepassingen
De drukopbouw die optreedt bij hoge snelheid kent diverse toepassingen, bijvoorbeeld in de ramjet en de ram air turbine. Bij sommige motorfietsen wordt een Ram Air Intake System toegepast.